# Kaikki tiet vievät Peltolaan
Kaikki tiet vievät Peltolaan è l'album di debutto del duo musicale finlandese Maustetytöt, pubblicato il 25 ottobre 2019 su etichetta discografica Is This Art!.

## Tracce
1. En saa unta varmaan haudassakaan – 3:11
2. Ihan niin kuin mukamasten vaan – 2:46
3. Talvi Talvikin kanssa – 3:44
4. Viidestoista päivä – 3:59
5. Halpaa kaljaa ja reseptivapaita särkylääkkeitä – 3:40
6. Tein kai lottorivini väärin – 3:34
7. Soitin sulle sanoakseni en mitään – 3:12
8. Se oli SOS – 3:36
9. Kaikki tiet vievät Peltolaan – 3:24
10. Mä loistan kuin hämärä – 4:12

## Classifiche
| Classifica (2019) | Posizione massima |
| ----------------- | ----------------- |
| Finlandia         | 1                 |